# Jardin japonais de Buenos Aires
Le Jardín Japonés de Buenos Aires a été aménagé dans le Parque Tres de Febrero du quartier ou barrio de Palermo en 1967, à l'occasion de la visite en Argentine du Prince héritier de l'époque Akihito, actuel Empereur du Japon.
L'entrée est gratuite, l'argent récolté devant servir à l'entretien du jardin.
Le Jardin japonais de Buenos Aires comprend, outre son immense jardin, un édifice contenant un centre d'activités culturelles, un restaurant, un vivier, où l'on peut acheter des bonsaïs et un magasin de vente d'articles divers.
En plus des arbres typiquement autochtones comme la Tipa et le Palo Borracho, on y trouve une grande variété de plantes japonaises, comme le Sakura, l'Acer palmatum et les azalées, ainsi qu'une grande quantité de Cyprinidae de couleurs variées.

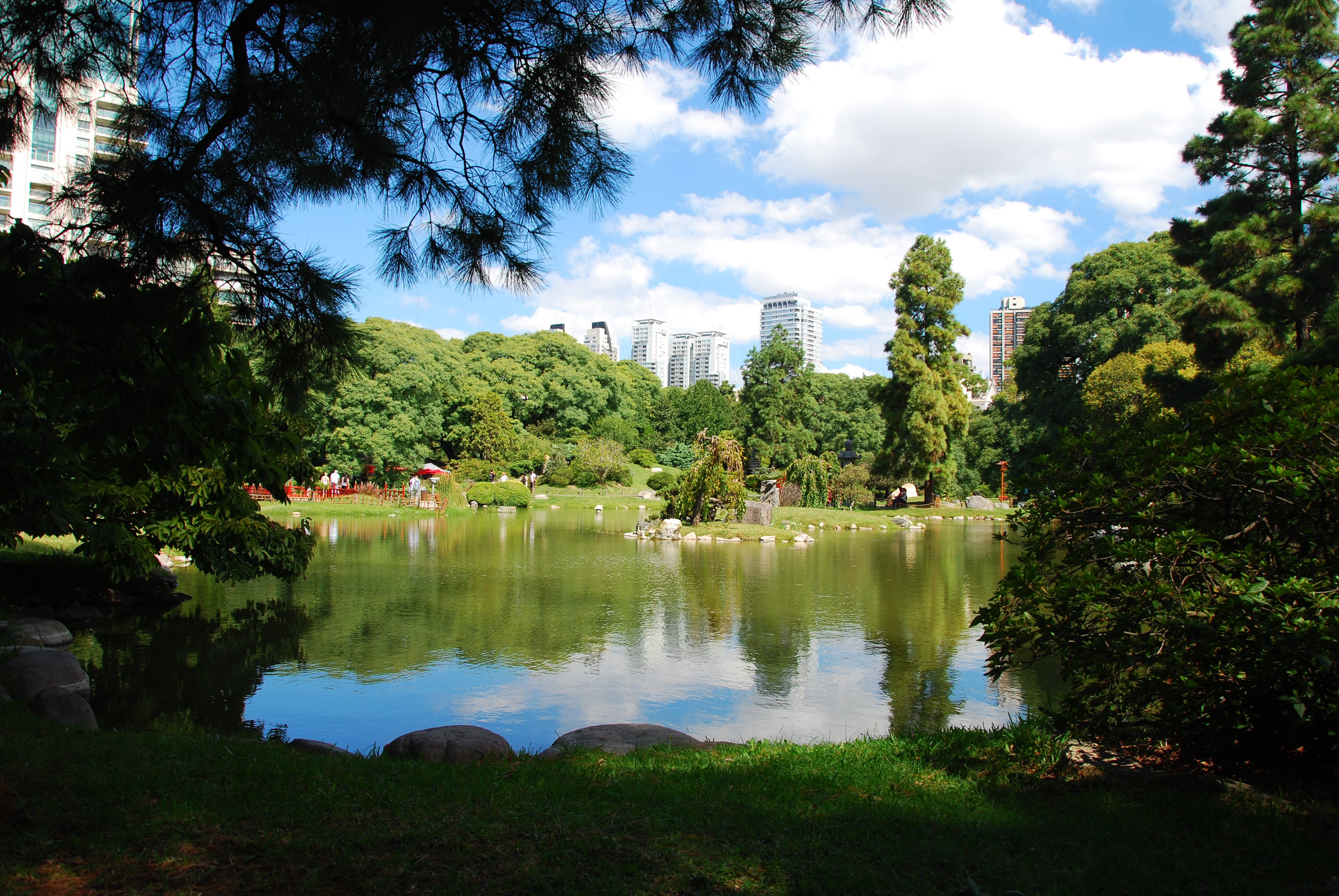
Intérieur du Jardin Japonais.
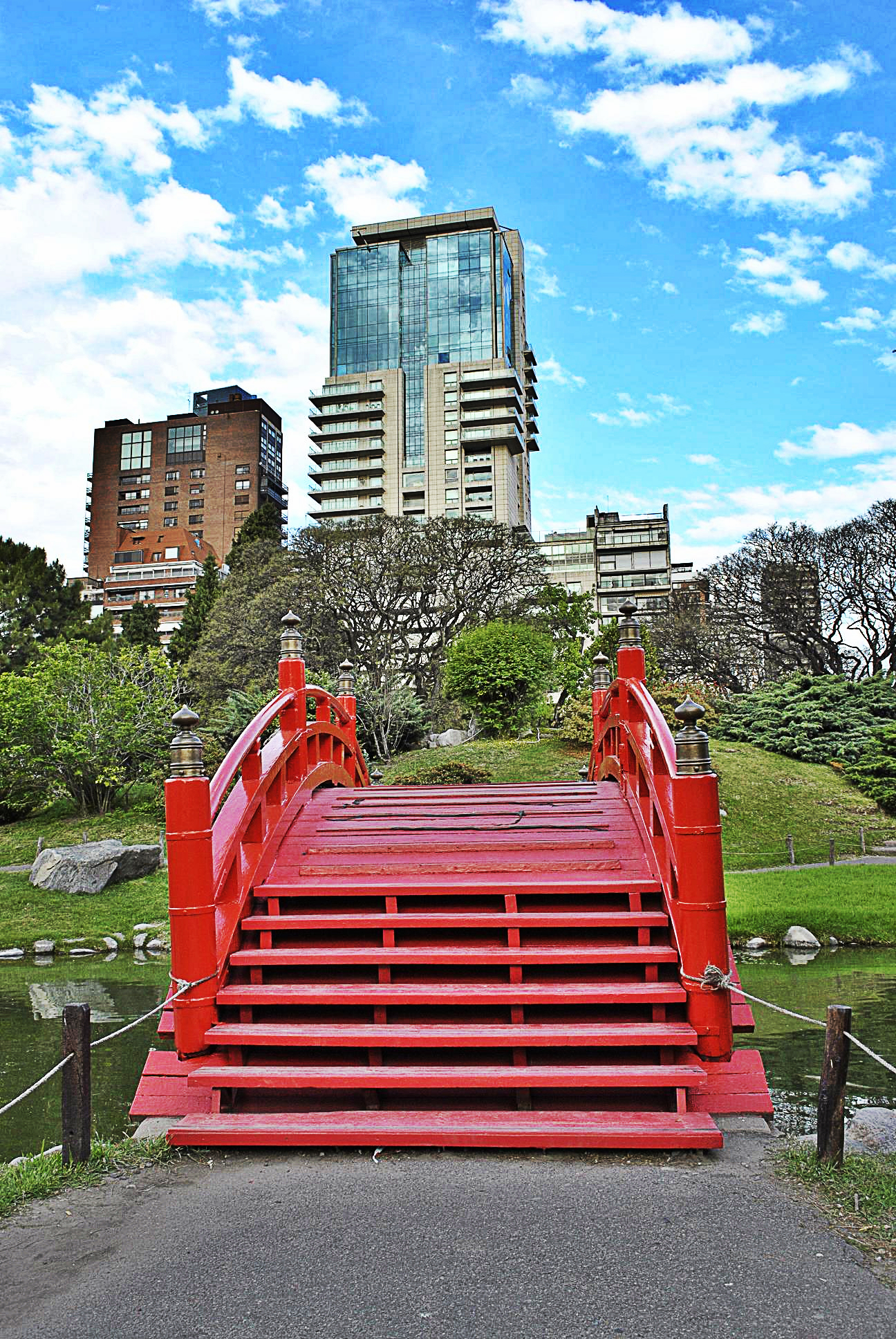
Pont Taiko Bashi.
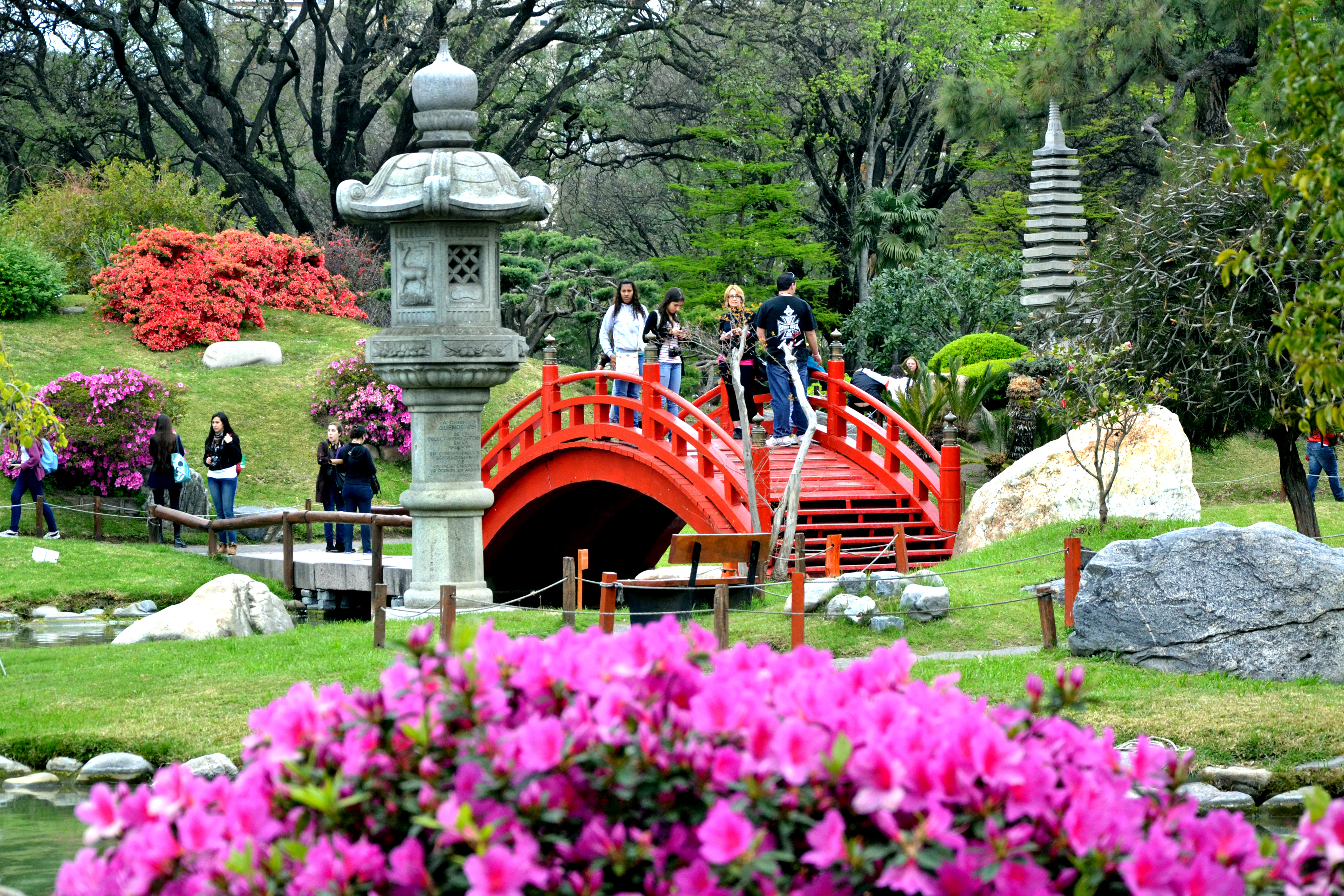
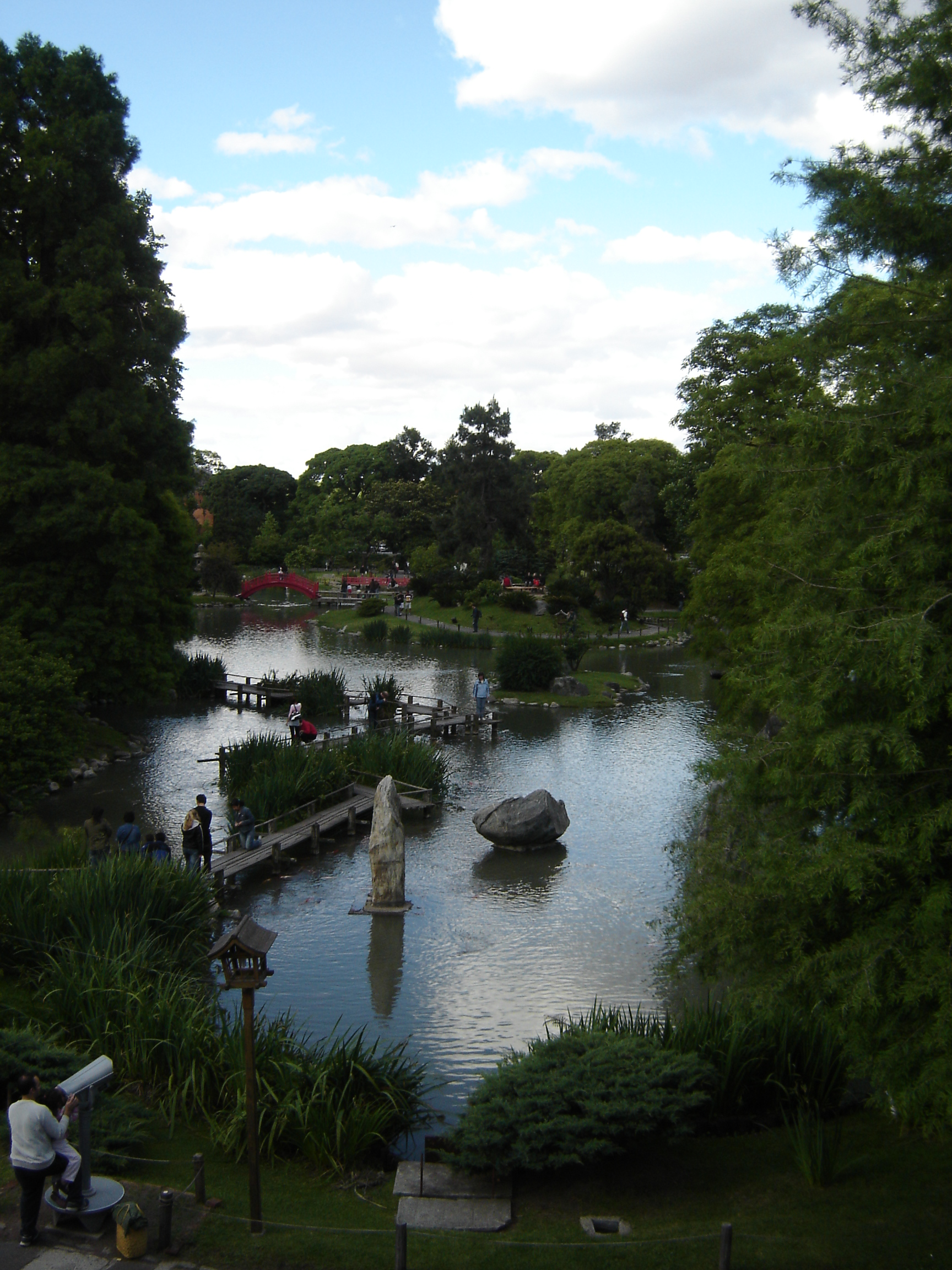
Vue panoramique du Jardin japonais.
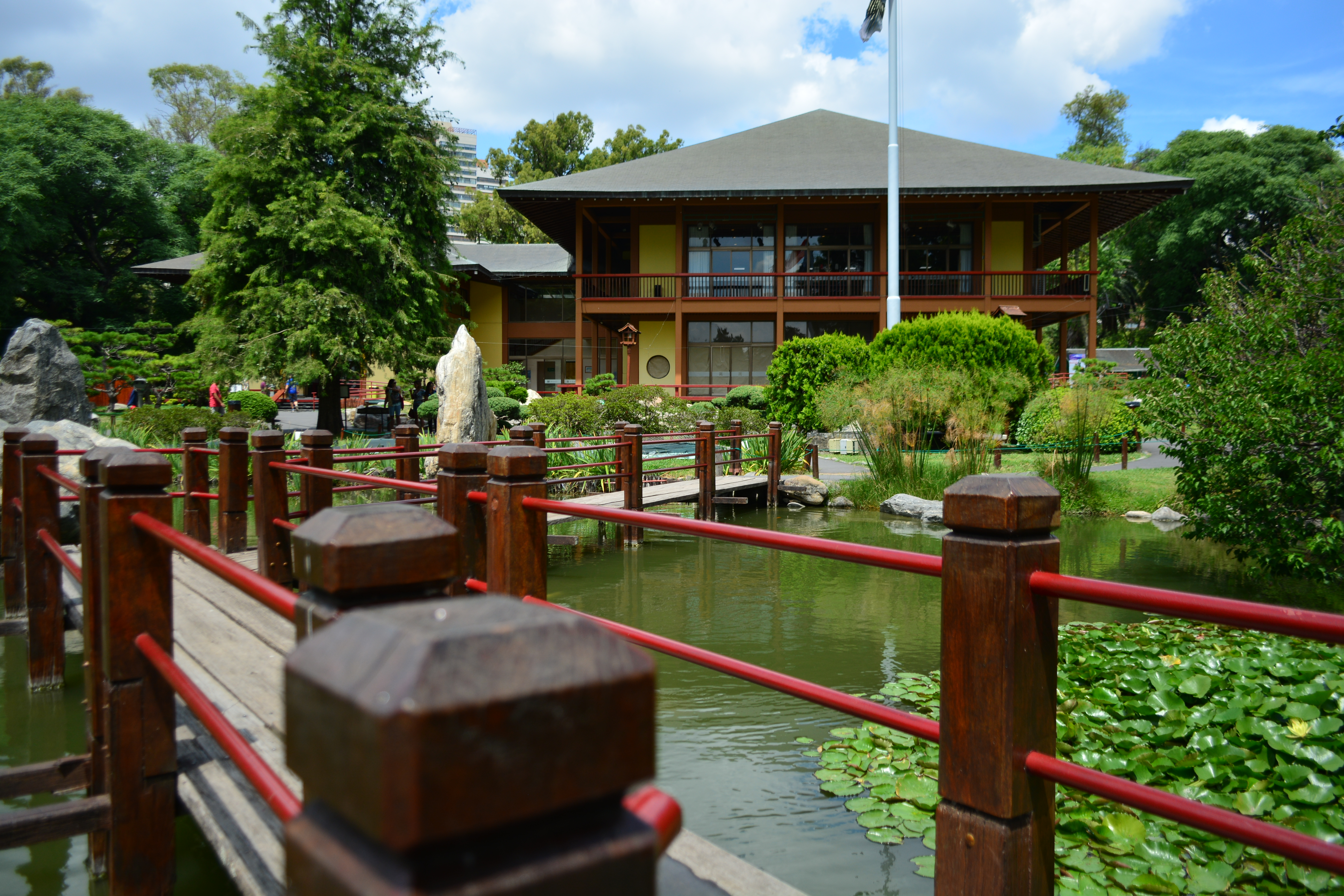
Pont des décisions.